# Germano Penemote
Germano Penemote (ur. 24 października 1969 w Ondobe) – angolański duchowny katolicki, arcybiskup, nuncjusz apostolski w Pakistanie.

## Życiorys
6 grudnia 1998 otrzymał święcenia kapłańskie i został inkardynowany do diecezji Ondjiva. W 1999 rozpoczął przygotowanie do służby dyplomatycznej na Papieskiej Akademii Kościelnej. W 2003 rozpoczął pracę w nuncjaturze apostolskiej w Beninie i Togo. Następnie był sekretarzem nuncjatury w Urugwaju (2006–2010) i na Słowacji (2010–2013). Następnie był radcą nuncjatur w Tajlandii (2013–2016), na Węgrzech (2016–2019), w Gruzji (2019–2022) i w Rumunii (2022–2023). 

### Episkopat
16 czerwca 2023 papież Franciszek mianował go nuncjuszem apostolskim w Pakistanie oraz arcybiskupem tytularnym Treia. Sakry udzielił mu 12 sierpnia 2023 Sekretarz Stanu kardynał Pietro Parolin.